# Simon Dumont
Simon Dumont (Bethel, 9 de julio de 1986) es un deportista estadounidense que compitió en esquí acrobático.
Ganó una medalla de bronce en el Campeonato Mundial de Esquí Acrobático de 2011, en la prueba de halfpipe. Adicionalmente, consiguió diez medallas en los X Games de Invierno.

## Medallero internacional
| Campeonato Mundial | Campeonato Mundial           | Campeonato Mundial | Campeonato Mundial |
| Año                | Lugar                        | Medalla            | Prueba             |
| ------------------ | ---------------------------- | ------------------ | ------------------ |
| 2011               | Deer Valley (Estados Unidos) | Medalla de bronce  | Halfpipe           |

| X Games de Invierno | X Games de Invierno    | X Games de Invierno | X Games de Invierno |
| Año                 | Lugar                  | Medalla             | Prueba              |
| ------------------- | ---------------------- | ------------------- | ------------------- |
| 2004                | Aspen (Estados Unidos) | Medalla de oro      | Superpipe           |
| 2005                | Aspen (Estados Unidos) | Medalla de oro      | Superpipe           |
| 2006                | Aspen (Estados Unidos) | Medalla de bronce   | Superpipe           |
| 2007                | Aspen (Estados Unidos) | Medalla de plata    | Superpipe           |
| 2008                | Aspen (Estados Unidos) | Medalla de plata    | Superpipe           |
| 2008                | Aspen (Estados Unidos) | Medalla de bronce   | Big air             |
| 2009                | Aspen (Estados Unidos) | Medalla de oro      | Big air             |
| 2009                | Aspen (Estados Unidos) | Medalla de bronce   | Superpipe           |
| 2011                | Aspen (Estados Unidos) | Medalla de bronce   | Superpipe           |
| 2013                | Aspen (Estados Unidos) | Medalla de bronce   | Superpipe           |